# All-Ireland Senior Football Championship 1906
L'All-Ireland Senior Football Championship 1906 fu l'edizione numero 20 del principale torneo di calcio gaelico irlandese. Dublino batté in finale Louth ottenendo il dodicesimo trionfo della sua storia.

## All-Ireland Series
La formula prevedeva un turno preliminare, la cui vincente avrebbe raggiunto le altre vincitrici provinciali, inclusa Londra.

### Semifinali
| Wexford 4 agosto 1907 | Dublino | 2-07 – 0-03 | Londra |  |

| Limerick 8 settembre 1908 | Cork | 0-10 – 0-06 | Mayo |  |

### Finale
| Athy 20 ottobre 1907 | Dublino | 0-05 – 0-04 | Cork | 8000 |